# Neoporus vittatipennis
Neoporus vittatipennis es una especie de escarabajo del género Neoporus, familia Dytiscidae. Fue descrita científicamente por Gemminger and Harold en 1868.

## Distribución geográfica
Habita en América del Norte.